# Família real prussiana

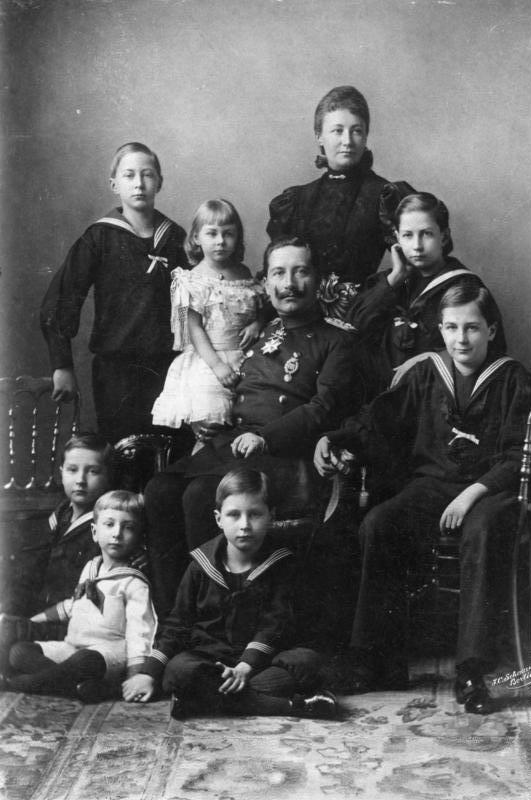
A família real prussiana em 1896

A família real da Prússia (em alemão:  Königliche Familie von Preußen) faz parte da casa de Hohenzollern, por ter sido a única casa real a ter uma dinastia no Ducado da Prússia, depois no Reino da Prússia e ainda no Império Alemão.

## História
Os Hohenzollerns começaram a governar o Ducado da Prússia em 1618, no entanto, havia dois estados prussianos: o Ducado da Prússia, subordinado à Ordem Teutônica e em união pessoal com a Marca de Brandeburgo, e a Prússia Real, em união pessoa com a Coroa polonesa.
Em 1701, foi criado o Reino da Prússia (consequentemente, criando a família real e uma dinastia), pela união do Ducado da Prússia com a Marca de Brandemburgo com Frederico I coroado rei na Prússia. Entretanto, somente em 1772 que a Prússia Real (subjugada pela Polônia e separada da Prússia ducal), foi anexada por Frederico II, que começou a existir o título rei da Prússia, substituindo "na Prússia". 
O apogeu da família real foi a criação, em 1871, do Império Alemão (que era a união da Prússia e outros 26 estados separados desde o fim do Sacro Império Romano-Germânico, em 1806), adicionando somente ao imperador, sua consorte, imperatrizes viúva, o príncipe e a princesa da coroa os títulos imperiais, e como ainda faziam parte da família real prussiana, não houve "família imperial alemã". Entretanto, após a Primeira Guerra Mundial, com a derrota da Alemanha, o kaiser (título do imperador alemão) Guilherme II foi obrigado à abdicar, quando eclodiu a Revolução Alemã. Entretanto, ele continuou como chefe da Casa de Hohenzollern (sendo o chefe da dinastia líder da família real), até sua morte em 1941, no exílio.

## 1918 - presente
Após a abdicação de Guilherme II, em 1918, a dinastia Hohenzoller foi extinta, entretante ele continuou como chefe da casa de Hohenzollern, até sua morte em 1941, no exílio. A chefia da casa real e da família, desda a morte do ex-kaiser, passou por três pessoas. O atual líder dos Hohenzollerns e da família real, rei e imperador titular é Jorge Frederico.
Após o fim da Segunda Guerra Mundial, em 1945, com as ocupações dos soviéticos, a família real perdeu terras no que correspondia à Alemanha Oriental, restando apenas algumas ações em empresas e o Castelo de Hohenzollern, na Alemanha Ocidental, que foi danificado após um sismo em  3 de setembro de 1978, tendo sua restauração durado até a década de 1990.
Depois da reconstrução, o castelo nunca foi habitado por longos períodos, tendo apenas funções representativas. Antes disso, em 1952 o castelo passou a contar com objetos de arte e recordações da história da Prússia. A Coroa Real da Prússia, juntamente com o uniforme de Frederico o Grande encontram-se entre as peças mais importantes da coleção. Entre 1952 e 1991, os túmulos dos reis Frederico Guilherme I e Frederico o Grande estiveram no castelo. Depois da reunificação da Alemanha, em 1991, foram trasladados de volta para Potsdam.